# Baochi Jizong
Baochi Jizong (chiń. 寳持繼總 pinyin Bǎochí Jìzǒng; kor. Poji Kyejong, jap. Hōji Keisō; wiet. Bảo Trì Kề Tổng; ur. 1606 w Kunshan) – chińska mistrzyni chan szkoły linji.

## Życiorys

### Lata świeckie
Jizong pochodziła z Haiyanu położonego w prefekturze Jiaxing. Jej świeckie nazwisko to Jin Shuxiu. Była wnuczką znanego literata Jina Jiuchenga (znanego jako Boshao). Jej ojciec – Jin Shouming – był wysokiej rangi urzędnikiem, który najwyraźniej zginął w okresie politycznego chaosu okresu przejściowego. Jej matka, znana jako Yao Ruren, piastowała siódmy z dziewięciu najwyższych honorowych tytułów, którymi nagradzano matki i żony zarówno urzędników, jak i wojskowych.
Jizong wykazywała od najmłodszych lat głęboką miłość do rodziców. Po śmierci matki kupiła kawałek ziemi, gdzie jej rodzice mogli być prawidłowo pochowani. Z całej rodziny pozostała właściwie sama, gdyż jej artystycznie uzdolniony brat, także prawdopodobnie zginął w zamieszkach. Pozostawił żonę (panią Zhong) i dwie córki, którymi jak swoimi opiekowała się Jizong.
Jej mężem został Xu Zhaosen, syn bardzo dobrze znanej rodziny z pobliskiego Xiushui. Jego dziadkiem był słynny urzędnik Xu Bida. Jego ojciec – Xu Shichun (1585–1618) – poniósł śmierć jako lojalny poddany Mingów, razem z 2 konkubinami, drugim synem Xu Zhaoliangiem i 18 innymi członkami rodziny, podczas obrony miasta Suizhou w prow. Hubei przed atakiem rebelianta Zhanga Xianzhonga (1605–1647).
W 1631 r. Jizong urodziła syna Xu Jiayana.
Z wszelkich przekazów i informatorów lokalnych wynika, że miała talent malarski, do kaligrafii i literacki. Jednak jej zbiór tekstów, które skomponowała później razem z mistrzynią chan Zukui Jifu zaginął. Krótka nota biograficzna o niej pojawiła się w Guochao huazheng xulu (Kolejne teksty o malarstwie dynastii Qing) autorstwa Zhanga Genga (1685–1860) z Xiushui. Wynika z niej, że była ona szczególnie ceniona za jej pejzaże ze stylu dynastii Yuan, które były wykonane w „umiejętny i wzniosły sposób”. Dalej Zhang pisze, „iż nie traktowała swojego malarstwa lekko, dlatego jest tak mało [jej obrazów] w obiegu”.
Gdy osiągnęła średni wiek, została wdową. Porzuciła wtedy malarstwo, kaligrafię i zapewne także poezję, i zajęła się rodziną. Organizowała także wegetariańskie festiwale i oddawała się także innym buddyjskim praktykom. Jej syn znalazł się w grupie młodych intelektualistów w Jiangnanie. W 1679 r. przeszedł przez specjalne egzaminy na Wyróżniających się Uczonych i Rozległej Wiedzy. W rezultacie udał się do Pekinu jako jeden z komisji ustanowionej do napisania oficjalnej historii dynastii Ming.

### Praktyka chan
We wstępie do jej zbioru poetyckiego napisała, iż zainteresowała się praktyką chanu jeszcze przed śmiercią jej męża i poświęcała jej każdą wolną chwilę. Chodziła do klasztoru Miaozhan (Wspaniałej Czystości), gdzie „rankami i nocami studiowała u opatki Zukui Jifu z wielką determinacją i zdecydowaniem”.
Pewnego dnia wpadł w jej ręce tekst Zapiski Lingyana (Lingyan yulu), które były zbiorem mistrza chan Jiqiego Hongchu. Po przeczytaniu ich, natychmiast udała się na górę Lingyan, aby spotkać mistrza osobiście. Wywarła na mistrzu pozytywne wrażenie.
W połowie lat 50. XVII w., po śmierci swojego męża, udała się ponownie do tego mistrza, jednak tym razem przyjęła pełną mnisią ordynację i imię Baochi Jizong. Przebywała tuż obok klasztoru (był to klasztor męski), tak że brała udział w praktykach religijnych i grupowych odosobnieniach medytacyjnych.
Dokładnie nie wiadomo, jak długo praktykowała u mistrza Jiqiego. Przez część jej praktyki z nim, mistrz już częściowo zwolnił się z obowiązków opata, przygotowując się do emerytury. Jednak ostatecznie została spadkobierczynią mistrza.
Odeszła od niego i została opatką klasztoru, w którym praktykowała w młodości – Miaozhan. Uprzednia opatka – Jifu Zukui – była już wtedy opatką klasztoru Lingrui, który znajdował się z prow. Hunan na brzegu jeziora Dongting Hu.
W przeciwieństwie do takich opatek jak Qiyuan Xinggang czy Jizong Xingche, nie prowadziła tak aktywnego życia jak one. Nie była zbyt zainteresowana w utworzeniu z klasztoru mocnej instytucji, i mniej angażowała się w spotkania z lokalnymi intelektualistami, w zbieranie funduszy itp. Również mniej zajmowało ją wypromowanie jej własnej linii przekazu, dzięki udzielaniu przekazu Dharmy spadkobierczyniom. Jej zaangażowanie w praktykę chan miało charakter osobisty i literacki. W tym przypominała wielu intelektualistów mężczyzn, którzy postrzegali buddyzm bardziej jako możliwość „alternatywnej przestrzeni” w tych niespokojnych czasach, niż w kategoriach ostatecznego oświecenia.
Jizong, tak jak i Zukui Jifu, były wnuczkami w Dharmie mistrza Hanyuego Fazanga, bardzo niezależnego mistrza chan, ucznia Miyuna Yuanwu. Hanyue krytycznie podchodził do swojego nauczyciela i to doprowadziło do najbardziej ognistej polemiki buddyjskiej w XVII w. Obie opatki, chociaż wyrażały szacunek Miyunowi, to jednak związane były z naukami Hanyuego. Chociaż używały okrzyków i uderzeń kijem, to robiły do bardziej wyważenie i oszczędnie, czym się różniły np. od Qiyuan Xinggang.
Pod koniec życia Jizong przekazała klasztor w ręce Zukui Jifu, która chociaż była mniszką dużo dłużej, to była młodsza od Jizong, co najmniej o 10 lat.
Baochi Jizong udała się do klasztoru Nanxun w Haiyanie, gdzie przebywała jako zwykła mniszka i tam zapewne zmarła.
Jej syn po śmierci swojej żony zwrócił się w stronę buddyzmu. Odszedł ze swojego stanowiska w Pekinie i został świeckim uczniem mistrza chan Hongxu Huiyuego, od którego otrzymał certyfikat oświecenia (chiń. yinke).

## Dzieła literackie
W 1836 r. Wanyan Yunzhu umieścił dwa z jej wierszy w antologii Guochao guixiu zhengshi xuji. Jeden z tych wierszy był napisany na pejzażu, najpewniej jej autorstwa.
Jej nauki zostały zebrane po jej śmierci. W 1672 r. mniszka Shizao poprosiła o napisanie wstępu mistrza chan Sengjiana Xiaoqiana.
Drugi zbiór Songgu hexiang ji, głównie literacki, został stworzony przy współpracy z Zukui Jifu.

## Linia przekazu Dharmy zen
Pierwsza liczba oznacza pokolenie od Bodhidharmy.
Druga liczba oznacza pokolenie od Linjiego Yixuana.
Trzecia liczba oznacza początek nowej generacji w innym kraju
- 39/29. Huanyou Zhengchuan
  - 40/30. Xuejiao Yuanxin postanowił zrekreować szkołę yunmen
  - 40/30. Tianyin Yuanxiu (1575–1635)
    - 41/31. Ruo’an Tongwen (1604–1655)
    - 41/31. Shanci Tongji (1608–1645)
    - 41/31. Yulin Tongxiu (1614–1675)
      - 42/32. Maoxi Xingsen (1614–1677)
      - 42/32. Baisong Xingfeng (1612–1674)
      - 42/32.
        - 43/33. Meng’an Chaoge (1639–1708)
          - 44/34. Jialing Xingyin (1671–1726)

  - 40/30. Miyun Yuanwu (1566–1642) 12 spadkobierców
    - 41/31. Shiche Tongsheng (1593–1638) 3 spadkobierców
      - 42/32. Xigan Xingyuan (1609–1679)
      - 42/32. Qiyuan Xinggang (1597–1654) mistrzyni chan, 7 spadkobierczyń
        - 43/33. Yikui Chaochen (1625–1679) mistrzyni chan

    - 41/31. Chaozong Tongren (1604–1648)
    - 41/31. Muyun Tongmen (1591–1671)
    - 41/31. Poshan Haiming (1577–1666)
      - 42/32. Zhangrue Tongzui (1610–1693)

    - 41/31. Hanyue Fazang (1573–1635)
      - 42/32. Tanji Hongren (1599–1638)
      - 42/32. Jiqi Hongchu (1605–1672)
        - 43/33. Baochi Jizong (ur. 1606) mistrzyni chan
        - 43/33. Zukui Jifu (bd) mistrzyni chan
        - 43/33. Renfeng Jiyin (bd) mistrzyni chan
        - 43/33. Jiyin Xiangyu (bd)

      - 42/32. Liu Daozhen (bd)
      - 42/32. Dingmu Hongche (bd)
      - 42/32. Jude Hongli (1600–1667)
        - 43/33. Huishan Jiexian (1610–1672)
        - 43/33. Bo’an Zhengzhi (1599–1676)

    - 41/31. Muchen Daomin (1596–1674)
      - 42/32. Yuan’an Benli (1622–1682)
        - 43/32. Gulu Fan (bd)
          - 44/34. Ziyong Chengru (ur. ok. 1645) mistrzyni chan

      - 42/32. Shouzun Yuanzhao (1647–1729)
        - 43/33/1. Wietnam tradycja Nguyên Thiều w ramach szkoły lâm tế (czyli linji)

    - 41/31. Wanru Tongwei (1594–1657)
      - 42/32. Jizong Xingche (ur. 1606) mistrzyni chan
        - 42/33. Renhua Fa (bd) mistrzyni chan

    - 41/31. Feiyin Tongrong (1593–1661) 64 spadkobierców
      - 42/32. Hanpu Xingcong (1610–1666)
      - 42/32. Baichi Xingyuan (1611–1662)
      - 42/32. Shujian Huihai (bd)
      - 42/32. Gengxin Xingmi (bd)
        - 43/33. Daozhe Chaoyuan (1602–1662) Japonia, Nagasaki.
          - 44/34/1. Bankei Yōtaku (1622–1793) był jego uczniem przez rok, otrzymał nawet inka-shōmei, ale nie został jego spadkobiercą

      - 42/32. Yinyuan Longqi (1592–1673) szkoła ōbaku
        - 43/33. Yelan Xinggue (1613–1651)
        - 43/33. Yiran Xingrong (1601–1668)
        - 43/33. Huimen Rupei (1615–1664)